# Адель Мечаль
Адель Мечаль (ісп. Adel Mechaal; нар. 5 грудня 1990) — іспанський легкоатлет марокканського походження, який спеціалізується у бігу на середні та довгі дистанції.

## Із життєпису
Народився у Марокко. Переїхав з батьками до Іспанії, маючи 5 років. Представляє Іспанію на міжнародних змаганнях, починаючи з 2013.
Фіналіст (5-е місце) Олімпійських ігор у бігу на 1500 метрів (2021).
Учасник Олімпіади-2016 — брав участь у бігу на 1500 та 5000 метрів, проте не пройшов далі попереднього забігу.
Фіналіст (4-е місце) чемпіонату світу у бігу на 1500 метрів (2017).
Фіналіст (5-е місце) чемпіонату світу в приміщенні у бігу на 3000 метрів (2018).
Срібний призер чемпіонату Європи у бігу на 5000 метрів (2016).
Фіналіст (4-е місце у бігу на 10000 метрів) чемпіонату Європи (2018).
Чемпіон Європи в приміщенні (2017) та срібний призер чемпіонату Європи в приміщенні (2021) у бігу на 3000 метрів.
Срібний (2017) та бронзовий (2015) призер чемпіонатів Європи з кросу в особистому заліку.
Чемпіон Європи з кросу (2015) та триразовий срібний призер чемпіонатів Європи з кросу (2016, 2017, 2021) в командному заліку.
Переможець (2019) та бронзовий призер (2021) у бігу на 3000 метрів на командних чемпіонатах Європи.
Переможець Кубка Європи з бігу на 10000 метрів у командному заліку (2018).
Багаторазовий чемпіон Іспанії (просто неба та в приміщенні) у бігу на 1500, 3000 та 5000 метрів, а також у кросовому бігу.
Ексрекордсмен Європи в приміщенні у бігу на 3000 метрів (7.30,82; 2022).